# Mayako Kubo
Mayako Kubo (jap. 久保 摩耶子, Kubo Mayako; * 5. Dezember 1947 in Kōbe) ist eine japanische Komponistin, die seit 1972 in Europa lebt.

## Leben
Nach anfänglicher Ausbildung zur Pianistin studierte Kubo in den siebziger Jahren in Wien Komposition bei Roman Haubenstock-Ramati, Erich Urbanner und Friedrich Cerha. 1980 setzte sie ihre Studien bei Helmut Lachenmann fort. 1985 zog sie nach Berlin, wo sie seither überwiegend lebt.
Kubo ist vor allem als Opernkomponistin hervorgetreten; insgesamt umfasst ihr Werk rund 120 Kompositionen. Ihre Themen entstammen bevorzugt der japanischen Literatur und Mythologie. Ihre erste Oper Rashomon basiert auf einer Erzählung von Akutagawa Ryūnosuke, die auch Akira Kurosawa als Vorlage für seinen gleichnamigen Film diente. „Uraufgeführt beim steirischen herbst in Graz, setzt sich die Oper auf faszinierende Weise mit Facetten des Wahrheitsbegriffes auseinander.“
Für die zweite Oper, Osan, stand ein Theaterstück des Samurai-Dichters Chikamatsu Monzaemon Pate. Doch auch aktuelle Ereignisse finden in Kubos Œuvre ihren Niederschlag. Zuletzt schrieb sie nach dem verheerenden Tōhoku-Erdbeben in Japan im März 2011 die Sanriku-Lieder nach Gedichten von Meiko Matsudaira.
Ihre Musik „ist bei aller Widerborstigkeit auf Verständigung ausgelegt. In vielen ihrer Stücke wird das Verhalten von Menschen in sozialen Zusammenhängen thematisiert.“ Während ihre Vorlagen oft dem japanischen Kulturkreis entstammen, steht sie musikalisch ganz in der Tradition der europäischen Moderne. „Komposition als Expedition ins Ungeordnete und Unbekannte, abseits von ästhetischer Reinheit und stilistischer Einheit.“ Kubos Werk ist gekennzeichnet durch stilistische Vielseitigkeit bei gleichzeitiger biographischer Kontinuität und einer vorherrschend dramatischen, expressiven Musiksprache.
Sie ist Mitbegründerin und künstlerische Leiterin von YACOB, dem Young Asian Chamber Orchestra Berlin.

## Stipendien und Auszeichnungen
Mayako Kubo war Fellow der Japan Foundation, des Hanse-Wissenschaftskollegs, der Bogliasco Foundation und der Yaddo Foundation. Sie erhielt Stipendien des Japanischen Kulturministeriums, der Stadt Wien, der Alban Berg Stiftung, der Bundesmusikakademie Rheinsberg und des Berliner Senats.

## Werke
Opern
- Rashomon  (UA 1996 Oper Graz; UA der japanischen Fassung 2002 Nissay-Theater Tokio)
- Osan – Das Geheimnis der Liebe (UA 2005 Neues Nationaltheater Tokio)
- Der Spinnfaden (UA 2010 Berlin)

Musiktheater, Performance
- Margeriten weiss in Flaschenbegleitung, Szenische Musik (2004)
- Hyperion-Fragmente, Musiktheater (2001)
- Mothers, Children, Lovers, People, Balletsuite (1981/82)

Orchesterwerke
- Arachnoidea (1980)
- Klavierkonzert (1985/86)
- 1. Symphonie (1993/98)
- 2. Symphonie (2000)
- Concertino della porta di Brandeburgo (2008)
- Sanriku-Lieder (2011)

Kammermusik
- Berlinisches Tagebuch, Klavierzyklus (1989/90)
- Yasuko, für Kammerensemble (1996)
- Mirlitonnades – 24 Lieder nach Samuel Beckett (2005)
- Turning Points, Streichtrio (2007)
- Atem Pause, Guitarrenquartett (2008)